# Сигуатепеке
Сигуатепеке (исп. Siguatepeque) — город и муниципалитет на западе центральной части Гондураса, на территории департамента Комаягуа.

## История
Город был основан испанцами в 1689 году.

## Географическое положение
Город расположен в горном районе в западной части департамента. Абсолютная высота — 1066 метров над уровнем моря, Субтропический муссонный климат Cwa..

## Население
По данным на 2013 год численность населения составляет 61 415 человек.
Динамика численности населения города по годам:
| 1974   | 1988   | 2001   | 2013   |
| ------ | ------ | ------ | ------ |
| 12 456 | 27 293 | 39 070 | 61 415 |